# Hrvatski zavod za zapošljavanje
Hrvatski zavod za zapošljavanje (HZZ) je tijelo javne vlasti koje na temelju javnih ovlasti provodi programe zapošljavanja. Sjedište HZZ-a je u Zagrebu, Savska cesta 64.
Ustrojen je područno putem područnih službi i njihovih ispostava, a djelokrug zavoda izlazi i izvan granica Republike Hrvatske, u međunarodnome posredovanju zapošljavanja. U sjedištu zavoda u Zagrebu postoji posebna organizacijska cjelina nazvana Središnja služba koja je ujedno i drugostupanjsko tijelo u upravnom postupku.
Sadašnji ustroj ustanovljen je Zakonom o posredovanju pri zapošljavanju i pravima za vrijeme nezaposlenosti.

## Povijest
Republički zavod za zapošljavanje u Narodnoj Republici Hrvatskoj osnovan je 1960. godine, istovremeno sa zavodima za zapošljavanje radnika kao samostalnim ustanovama koje se osnivaju za područje jedne ili više općina. Temeljni je bio Zakon o službi za zapošljavanje radnika (»Službeni list FNRJ«, br. 27/60.)

### Naziv
Naziv je pomijenjen nekoliko puta.
- Hrvatski zavod za zapošljavanje – od 25. srpnja 1996.
- Zavod za zapošljavanje u sastavu Ministarstva rada i socijalne skrbi – od 1. svibnja 1991.
- Republički zavod za zapošljavanje Hrvatske – od 14. listopada 1990.
- Republički zavod za zapošljavanje – do 14. listopada 1990.

## Popis područnih službi
Područne službe postoje u svakoj pojedinoj županiji, a za područje Zagrebačke županije i grada Zagreba djeluje jedna područna služba i to u njihovom zajedničkom sjedištu – Zagrebu. U dvije županije postoje po dvije područne službe. Tako u Sisačko-moslavačkoj županiji postoje područne službe u Sisku i Kutini, a u Vukovarsko-srijemskoj županiji područne službe u Vukovaru i Vinkovcima. Dvije područne službe imaju svoja sjedišta izvan sjedišta županija i to Križevačka i Pulska. Ukupno postoji 22 područne službe i pripadajućih 95 ispostavâ.

### Područna služba u Bjelovaru
Ispostave u Čazmi, Daruvaru, Garešnici i Grubišnome Polju.

### Područna služba u Čakovcu
Ispostave u Murskome Središću i Prelogu.

### Područna služba u Dubrovniku
Ispostave na Korčuli-Lastovu, te u Metkoviću i Pločama.

### Područna služba u Gospiću
Ispostave u Korenici, Donjemu Lapcu, Novalji, Otočcu, Senju.

### Područna služba u Karlovcu
Ispostave u Ogulinu, Ozlju, Dugoj Resi, Slunju i Vojniću.

### Područna služba u Krapini
Ispostave u Klanjcu, Donjoj Stubici, Pregradi, Zaboku i Zlatar Bistrici.

### Područna služba u Križevcima
Ispostave u Đurđevcu i Koprivnici.

### Područna služba u Kutini
Ispostava u Novskoj.

### Područna služba u Osijeku
Ispostave u Belome Manastiru, Đakovu, Donjemu Miholjcu, Našicama i Valpovu.

### Područna služba u Požegi
Ispostava u Pakracu.

### Područna služba u Puli
Ispostave u Buzetu, Labinu, Pazinu, Poreču, Rovinju i Umagu.

### Područna služba u Rijeci
Ispostave na Cresu-Lošinju i u Crikvenici, Čabru, Delnicama, na Krku, u Opatiji, na Rabu i u Vrbovskome.

### Područna služba u Sisku
Ispostave u Dvoru, Glini, Gvozdu, Hrvatskoj Kostajnici, Topuskome, Petrinji i Sunji.

### Područna služba u Slavonskome Brodu
Ispostave u Novoj Gradiški i Okučanima.

### Područna služba u Splitu
Ispostave na Hvaru, u Imotskome, Kaštelama, Makarskoj, Omišu, Sinju, Solinu, Supetru (na Braču), Trogiru, Trilju, na Visu i u Vrgorcu.

### Područna služba u Šibeniku
Ispostave u Drnišu, Kninu i Vodicama.

### Područna služba u Varaždinu
Ispostave u Cestici, Ivanecu, Ludbregu i Novome Marofu.

### Područna služba u Vinkovcima
Ispostava u Županji.

### Područna služba u Virovitici
Ispostave u Orahovici, Pitomači i Slatini.

### Područna služba u Vukovaru
Ispostava u Iloku.

### Područna služba u Zadru
Ispostave u Benkovcu, Biogradu na Moru, Gračacu, Obrovcu i na Pagu.

### Područna služba u Zagrebu
Ispostave u Dugome Selu, Ivanić-Gradu, Jastrebarskome, Samoboru, Sesvetama, Svetome Ivanu Zelini, Vrbovcu, Velikoj Gorici i Zaprešiću.

## Kritike
Hrvatski zavod za zapošljavanje je bio na meti kritika zbog brisanja nezaposlenih iz statistike, ali i izbjegavanja plaćanja novčane naknade svim nezaposlenima. Tako godišnji prosjek za 2009. ukazuje da je naknadu za nezaposlene koristilo 68.967 osoba ili 26,2 % ukupno nezaposlenih. Dakle, preko 74 % nezaposlenih nije dobivalo novčanu naknadu od HZZ-a.

## Vanjske poveznice
- Službeno mrežno mjesto Hrvatskoga zavoda za zapošljavanje – URL: http://www.hzz.hr